# Atletismo nos Jogos Olímpicos de Verão de 2016 - Revezamento 4x100 m masculino

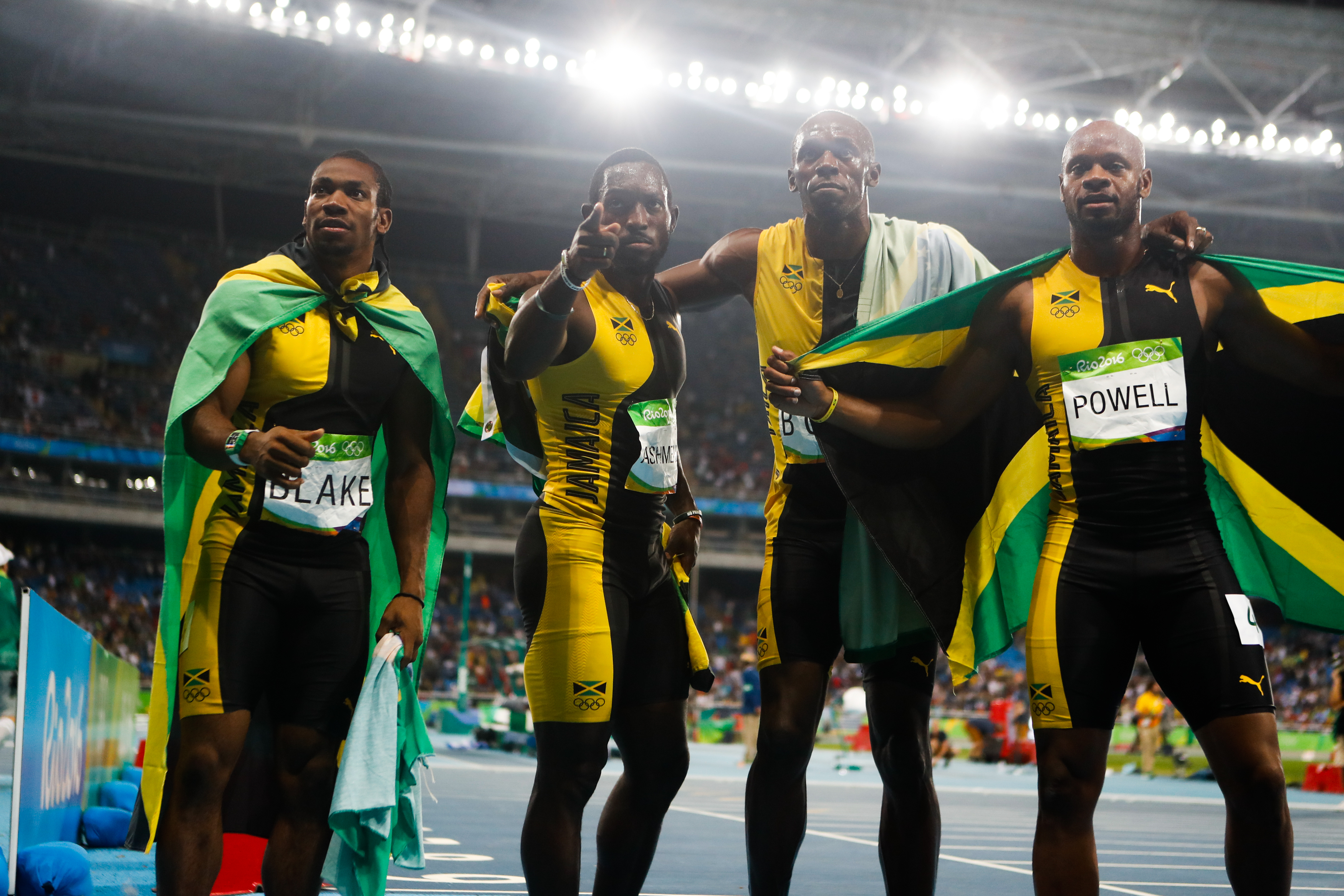
Equipe da Jamaica conquistou a medalha de ouro.

A competição do revezamento 4x100 metros masculino do atletismo nos Jogos Olímpicos de Verão de 2016 aconteceu entre os dias 18 e 19 de agosto no Estádio Olímpico.

## Calendário
Horário local (UTC-3).
| Data                         | Horário | Fase          |
| ---------------------------- | ------- | ------------- |
| Quinta, 18 de agosto de 2016 | 11:40   | Eliminatórias |
| Sexta 19 de agosto de 2016   | 22:35   | Final         |

## Medalhistas
|  | JAM Jamaica                                                                             |  | JPN Japão                                                   |  | CAN Canadá                                                                |
|  | Asafa Powell Yohan Blake Nickel Ashmeade Usain Bolt Kemar Bailey-Cole* Jevaughn Minzie* |  | Ryota Yamagata Shōta Iizuka Yoshihide Kiryū Asuka Cambridge |  | Akeem Haynes Aaron Brown Brendon Rodney Andre De Grasse Mobolade Ajomale* |

* Competiu apenas na fase eliminatória.

## Recordes
Antes desta competição, os recordes mundiais e olímpicos da prova eram os seguintes:
| Tipo | Atleta  | Tempo   | Local   | Data                 |
| ---- | ------- | ------- | ------- | -------------------- |
|      | Jamaica | 36,84 s | Londres | 11 de agosto de 2012 |
|      | Jamaica | 36,84 s | Londres | 11 de agosto de 2012 |

## Resultados

### Eliminatórias
Qualificação: Os primeiros 3 em cada bateria (Q) e os 2 mais rápidos (q) avançam para as finais.

#### Bateria 1
| Pos. | Raia | CON                       | Atletas                                                                     | Tempo | Notas                |
| ---- | ---- | ------------------------- | --------------------------------------------------------------------------- | ----- | -------------------- |
| 1    | 3    | USA Estados Unidos        | Mike Rodgers, Christian Coleman, Tyson Gay, Jarrion Lawson                  | 37.65 | Q,                   |
| 2    | 4    | CHN China                 | Tang Xingqiang, Xie Zhenye, Su Bingtian, Zhang Peimeng                      | 37.82 | Q,                   |
| 3    | 2    | CAN Canadá                | Akeem Haynes, ´Aaron Brown, Brendon Rodney, Mobolade Ajomale                | 37.89 | Q,                   |
| 4    | 6    | TUR Turquia               | İzzet Safer, Jak Ali Harvey, Emre Zafer Barnes, Ramil Guliyev               | 38.30 | Recorde nacional     |
| 5    | 7    | FRA França                | Marvin René, Stuart Dutamby, Mickaël-Méba Zeze, Jimmy Vicaut                | 38.35 | Recorde da temporada |
| 6    | 8    | ANT Antígua e Barbuda     | Chavaughn Walsh, Cejhae Greene, Jared Jarvis, Tahir Walsh                   | 38.44 | Recorde da temporada |
| 7    | 5    | SKN São Cristóvão e Neves | Jason Rogers, Kim Collins, Allistar Clarke, Antoine Adams                   | 39.81 |                      |
| –    | 1    | DOM República Dominicana  | Mayobanex de Óleo, Yohandris Andújar, Stanly del Carmen, Yancarlos Martínez | DSQ   | R 162.7              |

#### Bateria 2
| Pos. | Raia | CON                   | Atletas                                                                     | Tempo | Notas |
| ---- | ---- | --------------------- | --------------------------------------------------------------------------- | ----- | ----- |
| 1    | 6    | JPN Japão             | Ryota Yamagata, Shōta Iizuka, Yoshihide Kiryū, Asuka Cambridge              | 37.68 | Q,    |
| 2    | 3    | JAM Jamaica           | Jevaughn Minzie, Asafa Powell, Nickel Ashmeade, Kemar Bailey-Cole           | 37.94 | Q,    |
| 3    | 7    | TTO Trinidad e Tobago | Keston Bledman, Rondel Sorrillo, Emmanuel Callender, Richard Thompson       | 37.96 | Q,    |
| 4    | 1    | GBR Grã-Bretanha      | Richard Kilty, Harry Aikines-Aryeetey, James Ellington, Chijindu Ujah       | 38.06 | q     |
| 5    | 8    | BRA Brasil            | Ricardo de Souza, Vítor Hugo dos Santos, Bruno de Barros, Jorge Vides       | 38.19 | q     |
| 6    | 4    | GER Alemanha          | Julian Reus, Sven Knipphals, Robert Hering, Lucas Jakubczyk                 | 38.26 |       |
| 7    | 5    | CUB Cuba              | César Ruiz, Roberto Skyers, Reynier Mena, Yaniel Carrero                    | 38.47 |       |
| 8    | 2    | NED Países Baixos     | Solomon Bockarie, Hensley Paulina, Liemarvin Bonevacia, Giovanni Codrington | 38.53 |       |

### Final
| Pos.              | Raia | CON                   | Atletas                                                               | Tempo | Notas                |
| ----------------- | ---- | --------------------- | --------------------------------------------------------------------- | ----- | -------------------- |
| Medalha de ouro   | 4    | JAM Jamaica           | Asafa Powell, Yohan Blake, Nickel Ashmeade, Usain Bolt                | 37.27 | Recorde da temporada |
| Medalha de prata  | 5    | JPN Japão             | Ryota Yamagata, Shōta Iizuka, Yoshihide Kiryū, Asuka Cambridge        | 37.60 | Recorde asiático     |
| Medalha de bronze | 7    | CAN Canadá            | Akeem Haynes, Aaron Brown, Brendon Rodney, Andre De Grasse            | 37.64 | Recorde nacional     |
| 4                 | 6    | CHN China             | Tang Xingqiang, Xie Zhenye, Su Bingtian, Zhang Peimeng                | 37.90 |                      |
| 5                 | 1    | GBR Grã-Bretanha      | Richard Kilty, Harry Aikines-Aryeetey, James Ellington, Adam Gemili   | 37.98 |                      |
| 6                 | 2    | BRA Brasil            | Ricardo de Souza, Vítor Hugo dos Santos, Bruno de Barros, Jorge Vides | 38.41 |                      |
| –                 | 8    | TTO Trinidad e Tobago | Keston Bledman, Rondel Sorrillo, Emmanuel Callender, Richard Thompson | DSQ   | R 163.3a             |
| –                 | 3    | USA Estados Unidos    | Mike Rodgers, Justin Gatlin, Tyson Gay, Trayvon Bromell               | DSQ   | R 170.7              |

Legenda
| Recorde mundial      | Recorde mundial (World record)               |                       | Recorde africano                      | Recorde africano (African) |                                           | Q | Classificado por posição (Qualified) |
| Recorde olímpico     | Recorde olímpico (Olympic record)            | Recorde da América    | Recorde da América (Americas)         | q                          | Classificado por melhor tempo (Qualified) |   |                                      |
| Melhor marca do ano  | Melhor marca do ano (World leading)          | Recorde asiático      | Recorde asiático (Asian)              | DNS                        | Não largou (Did not start)                |   |                                      |
| Recorde nacional     | Recorde nacional (National record)           | Recorde europeu       | Recorde europeu (European)            | DNF                        | Não terminou (Did not finish)             |   |                                      |
| Recorde pessoal      | Recorde pessoal do atleta (Personal best)    | Recorde da Oceania    | Recorde da Oceania (Oceania)          | DSQ / DQ                   | Desclassificado (Disqualified)            |   |                                      |
| Recorde da temporada | Recorde da temporada do atleta (Season best) | Recorde sul-americano | Recorde sul-americano (South America) | NM                         | Sem marca (No mark)                       |   |                                      |